# Nemoroj, Zvenîhorodka
Nemoroj (în ucraineană Неморож) este localitatea de reședință a comunei Nemoroj din raionul Zvenîhorodka, regiunea Cerkasî, Ucraina.

## Demografie
Componența lingvistică a localității Nemoroj
     Ucraineană (97,45%)
     Rusă (1,7%)
     Alte limbi (0,36%)
Conform recensământului din 2001, majoritatea populației localității Nemoroj era vorbitoare de ucraineană (97,45%), existând în minoritate și vorbitori de rusă (1,7%).